# Polygala retifolia
Polygala retifolia är en jungfrulinsväxtart som beskrevs av Joseph Blake. Polygala retifolia ingår i släktet jungfrulinssläktet, och familjen jungfrulinsväxter. Inga underarter finns listade i Catalogue of Life.